# Международный день борьбы со злоупотреблением наркотическими средствами и их незаконным оборотом
Международный день борьбы со злоупотреблением наркотическими средствами и их незаконным оборотом (англ.  International Day against Drug Abuse and Illicit Trafficking) — отмечается 26 июня, провозглашён Генеральной Ассамблеей ООН 7 декабря 1987 года (Резолюция ООН № 42/112).
26 июня 1839 года у стен города Гуанчжоу чиновники и солдаты китайской империи Цин по приказу наместника Линь Цзысюя завершили сожжение конфискованного у английских наркоторговцев опиума (свыше миллиона килограммов).
Этот день установлен по рекомендации «Международной конференции по борьбе со злоупотреблением наркотическими средствами и их незаконным оборотом» 1987 года и в целях выражения решимости усиливать международное сотрудничество по созданию свободного от наркомании общества и пресечения наркоторговли.

## Россия
В 2006—2009 годах Федеральная служба Российской Федерации по контролю за оборотом наркотиков проводила акции «Сообщи, где торгуют смертью!» и раздача ленточек «Наркотики — знак беды», «Россия за жизнь без наркотиков». Целью акций являлось формирование в обществе негативного отношения к незаконному обороту и потреблению наркотиков.